# Joint Venture Phare Program
Das Joint Venture Phare Program, kurz JOPP, war von 1991 bis 1999 ein Wirtschaftsförderprogramm der EU. Es ermöglichte kleinen und mittleren Unternehmen, die in einem der EU-Mitgliedstaaten vor der EU-Osterweiterung ansässig waren, im Rahmen ebendieser Erweiterung in einem der sog. PHARE-Länder ein Joint Venture einzugehen. Dies wurde mit Zuschüssen und Darlehen bewerkstelligt.
Als Förderung bereitgestellt wurden:
1. Finanzielle Unterstützung bei der Projekt- und Partnersuche
2. Hilfe im Vorfeld der Gründung des Joint Venture
3. Beihilfe zur Kapitalbedarfsdeckung
4. Know-how Transfer und technische Hilfe